# 独立城 (犹他州)
独立城（英文：Independence），是美国犹他州沃萨奇县下属的一座城市。建市于 0年，面积大约为30.59平方英里（79.2平方公里），海拔约为7,073英尺（2,156米）。根据2010年美国人口普查，该市有人口164人。